# Assimi Goïta
Colonelul Assimi Goïta (n. 9 noiembrie 1983, Bamako, Bamako Capital District⁠(d), Mali) este un ofițer militar malian și liderul Comitetului Național pentru Salvarea Poporului, o juntă militară care a preluat puterea îndepărtându-l pe fostul președinte Ibrahim Boubacar Keïta în lovitura de stat din Mali din 2020. Ulterior, a preluat puterea de la Bah Ndaw după lovitura de stat din Mali din 2021 și de atunci a fost declarat președinte al Mali din punct de vedere constituțional.

## Biografie
Assimi Goïta s-a născut în 1983. Fiul unui ofițer al forțelor armate maliene, a fost instruit în academiile militare din Mali și a urmat Pryturée militaire de Kati și Școala Militară din Koulikoro. Este căsătorit cu Lala Diallo, care este membru al poporului fula.
Goïta a fost colonel în Batalionul Forțelor Speciale Autonome, unitatea forțelor speciale din cadrul Forțelor Armate Maliene. Conduce forțele speciale maliene din centrul țării având gradul de colonel, confruntându-se astfel cu insurgența jihadistă din Mali.
Goïta este liderul Comitetului Național pentru Salvarea Poporului, un grup de rebeli care l-au răsturnat pe Ibrahim Boubacar Keïta în urma loviturii de stat din 2020 din Mali și s-au angajat să organizeze noi alegeri pentru a-l înlocui. Datorită acestui angajament, Comunitatea Economică a Statelor Africii de Vest (ECOWAS) a presat junta din Mali ca țara să fie condusă de un civil. La 21 septembrie a fost numit vicepreședinte de către un grup de 17 electori, Bah Ndaw fiind numit președinte. El a fost numit vicepreședinte al Tranziției la 21 septembrie 2020, funcție pe care o va ocupa timp de 18 luni, până la noi alegeri. A depus jurământul pentru această funcție pe 25 septembrie 2020. La 1 octombrie 2020, a fost publicată „Scrisoarea de tranziție din Mali” în care s-a specificat, ca răspuns la solicitarea ECOWAS, că vicepreședintele „responsabil cu problemele de apărare și securitate” nu îl va putea înlocui pe președintele Bah Ndaw.
La 24 mai 2021, Goïta a fost implicat în lovitura de stat din Mali din 2021, după care a preluat puterea. Președintele Ndaw și prim-ministrul Moctar Ouane au fost reținuți. Goïta a susținut că Ndaw încerca să „saboteze” tranziția spre democrație și s-a angajat să organizeze alegeri în 2022. Puciul a fost instigat de afirmația lui Goïta că Ndaw nu l-a consultat cu privire la o remaniere a cabinetului. S-a pretins că unul dintre motivele ultimei lovituri de stat a fost înlăturarea colonelului Sadio Camara din funcția de ministru al apărării. Camara a fost numit din nou ministru al apărării de către Goïta la preluarea puterii.
La 28 mai 2021, curtea constituțională l-a declarat președinte interimar al statuluiMali. Hotărârea judecătorească prevede că Goïta ar trebui să aibă titlul de „președinte al tranziției, șef al statului” „pentru a conduce procesul de tranziție spre finalizarea sa”. În aceeași zi, el a spus că va numi un prim-ministru din coaliția M5-RFP.

## Tentativa de asasinat
La 20 iulie 2021, în timpul unei tentative de asasinat, Goïta a fost atacat cu un cuțit în timp ce se ruga la Marea Moschee din Bamako în mijlocul festivităților pentru Eid al-Adha. Goïta a fost rănit la braț, dar atacatorul a fost imediat arestat. În final, doi bărbați au fost arestați de forțele de securitate.